# Osse-en-Aspe
Osse-en-Aspe – miejscowość i gmina we Francji, w regionie Nowa Akwitania, w departamencie Pireneje Atlantyckie.
Według danych na rok 1990 gminę zamieszkiwało 307 osób, a gęstość zaludnienia wynosiła 7 osób/km² (wśród 2290 gmin Akwitanii Osse-en-Aspe plasuje się na 873. miejscu pod względem liczby ludności, natomiast pod względem powierzchni na miejscu 152).

## Bibliografia

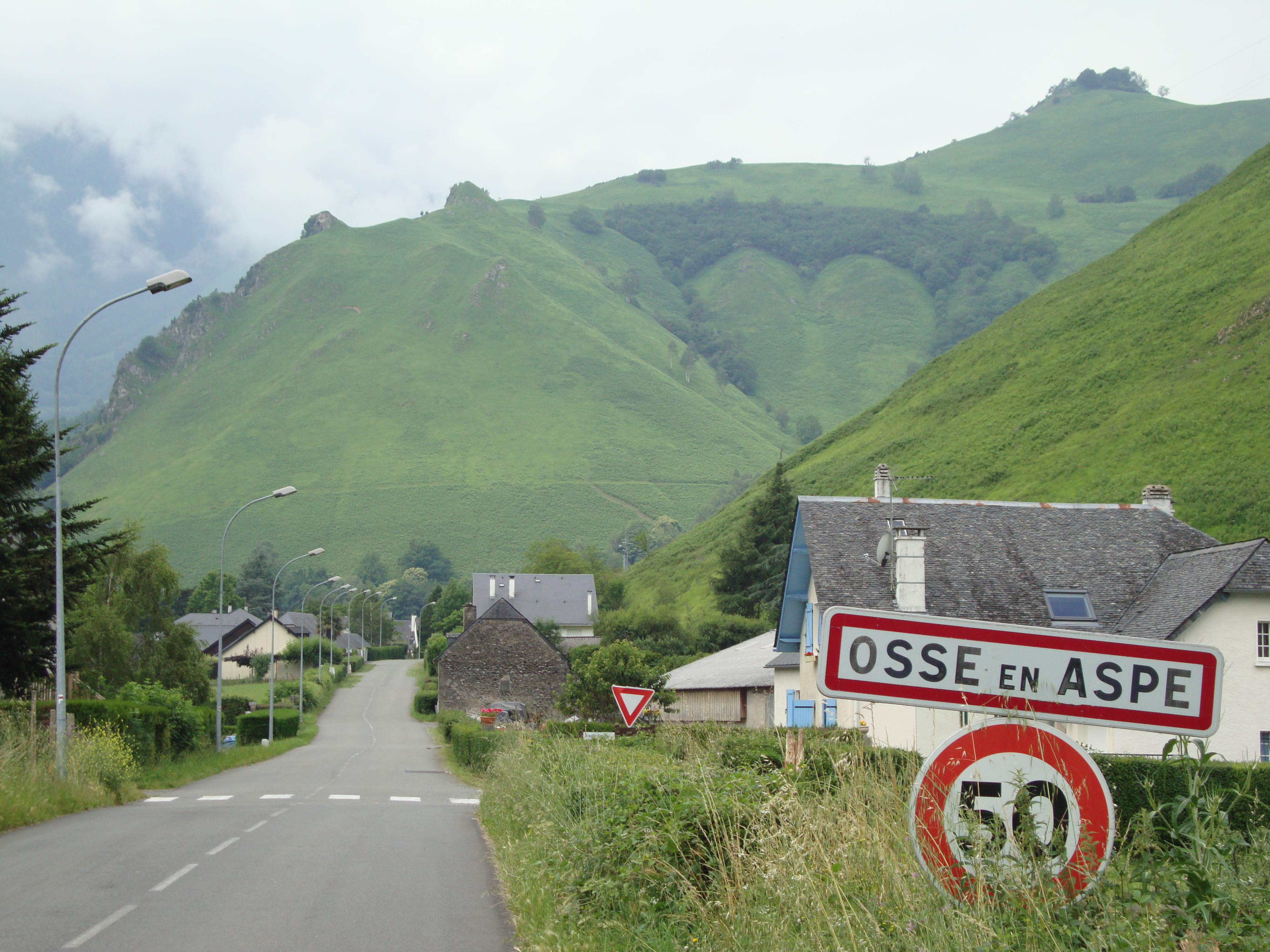
Wjazd do wioski Osse-en-Aspe
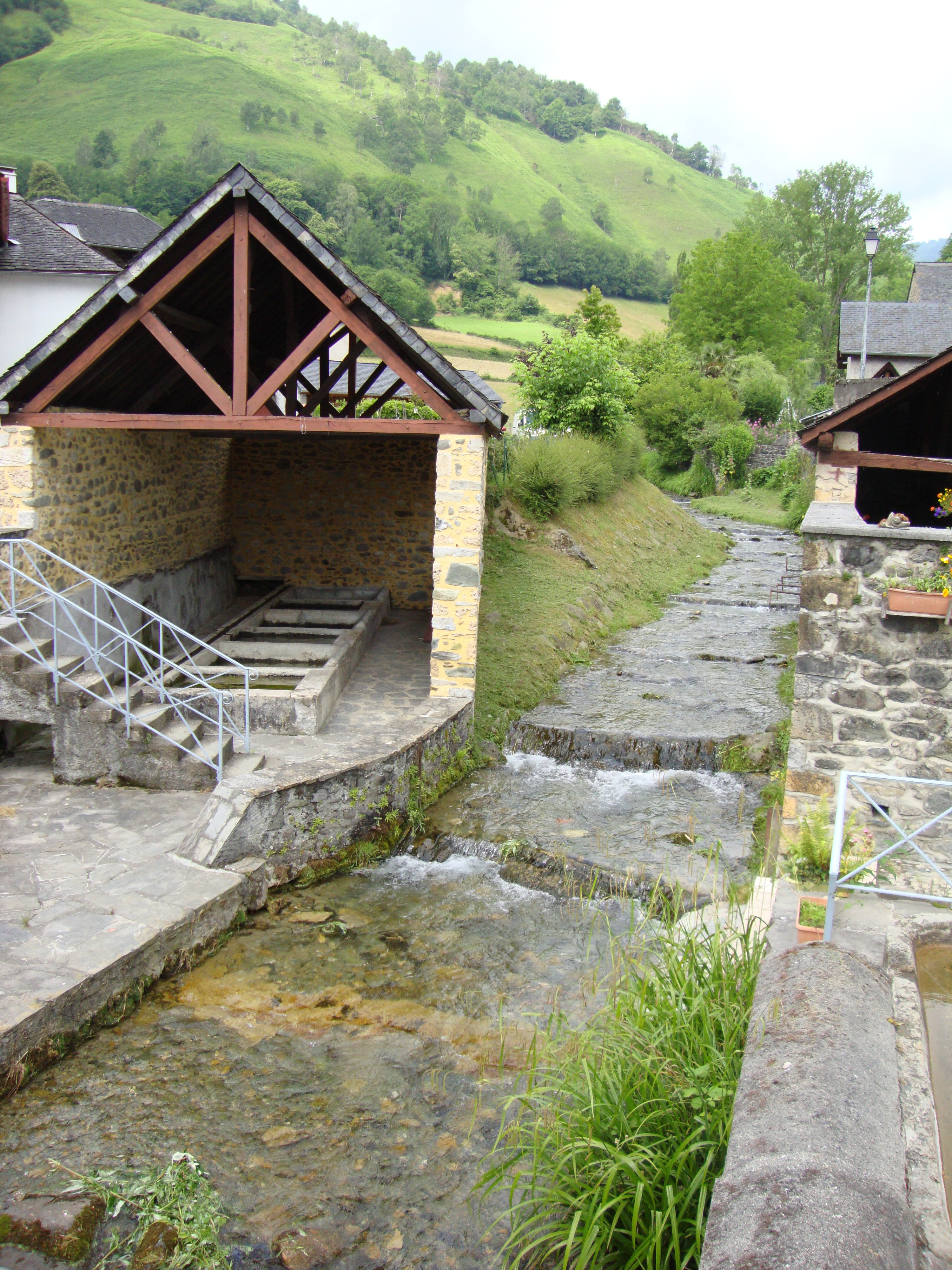
Pralnia nad rzeką l'Arricq
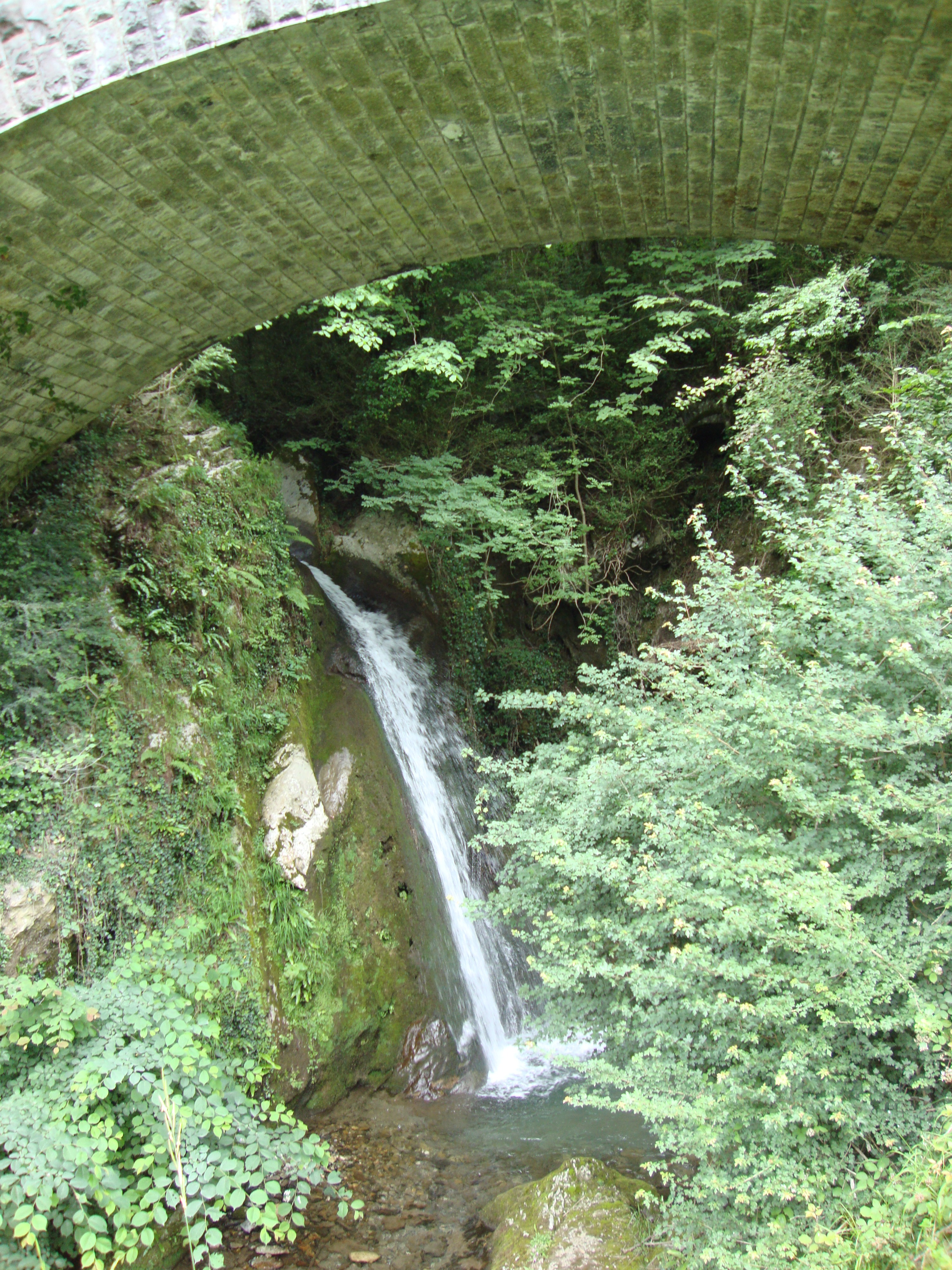
wodospad na rzece Espalungue w Lacroix
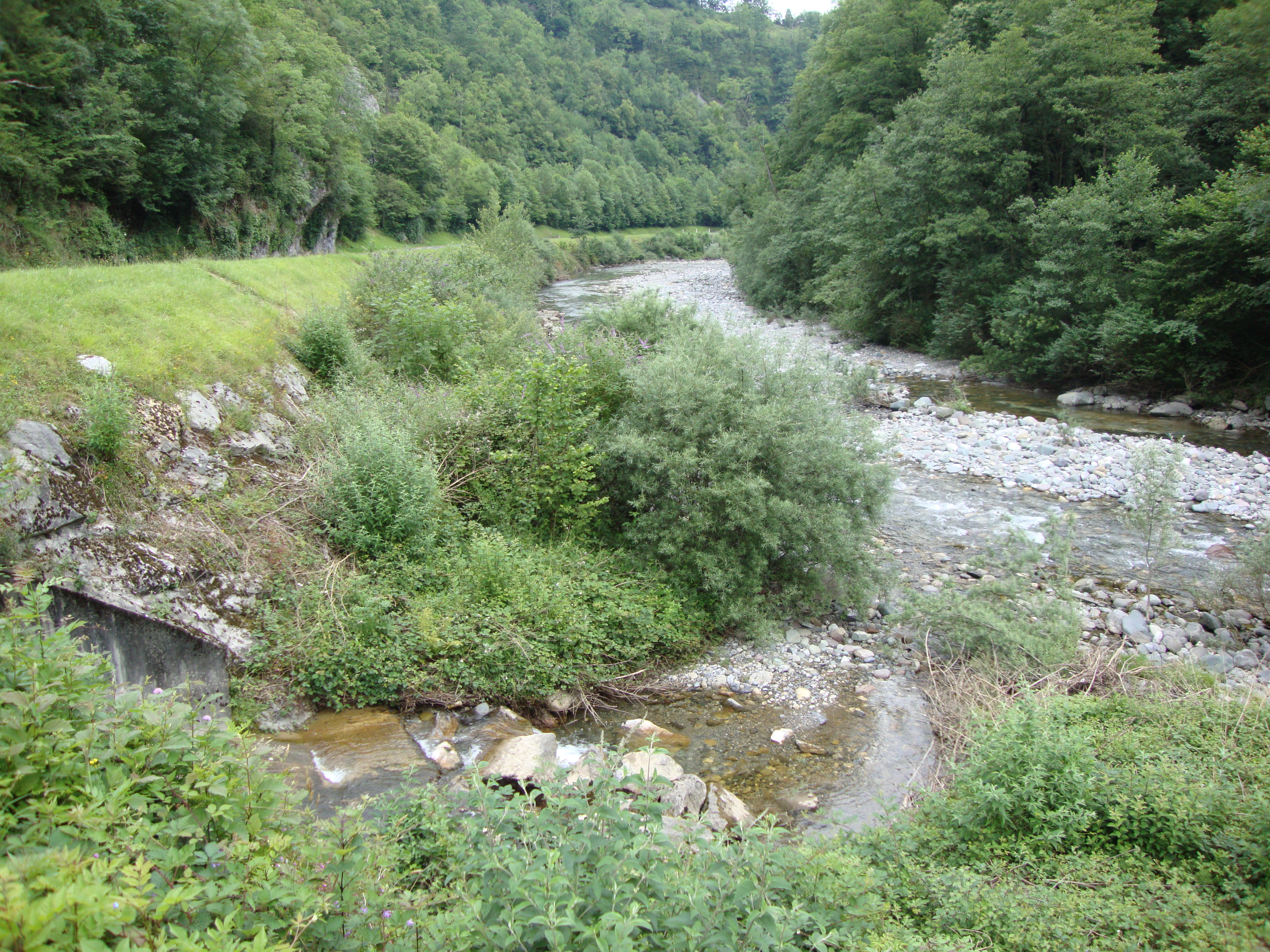
Ujście rzeki Espalungue - Gave d'Aspe w Lacroix